# Paleoparadoxia
Paleoparadoxia és un gènere extint de grans mamífers de l'ordre dels desmostils. Eren herbívors marins que van habitar la costa nord de l'oceà Pacífic durant el període Miocè (fa 10-20 milions d'anys). La seva distribució fou dels mars del Japó fins a Alaska pel nord, i cap al sud fins a la Baixa Califòrnia (Mèxic). La histologia dels ossos fa pensar que restava submergit o caminava pel fons del mar.